# کالچینایا
کالچینایا (به ایتالیایی: Calcinaia) یک منطقهٔ مسکونی در ایتالیا است که در استان پیزا واقع شده‌است. کالچینایا ۱۵٫۰ کیلومترمربع مساحت و ۱۲٬۴۳۹ نفر جمعیت دارد و ۱۶ متر بالاتر از سطح دریا واقع شده.

## خواهرخوانده
شهرهای بیلانبا دل کامی، Noves و Hopsten خواهرخوانده‌های کالچینایا هستند.